# دانمارک در المپیک تابستانی ۱۹۸۸

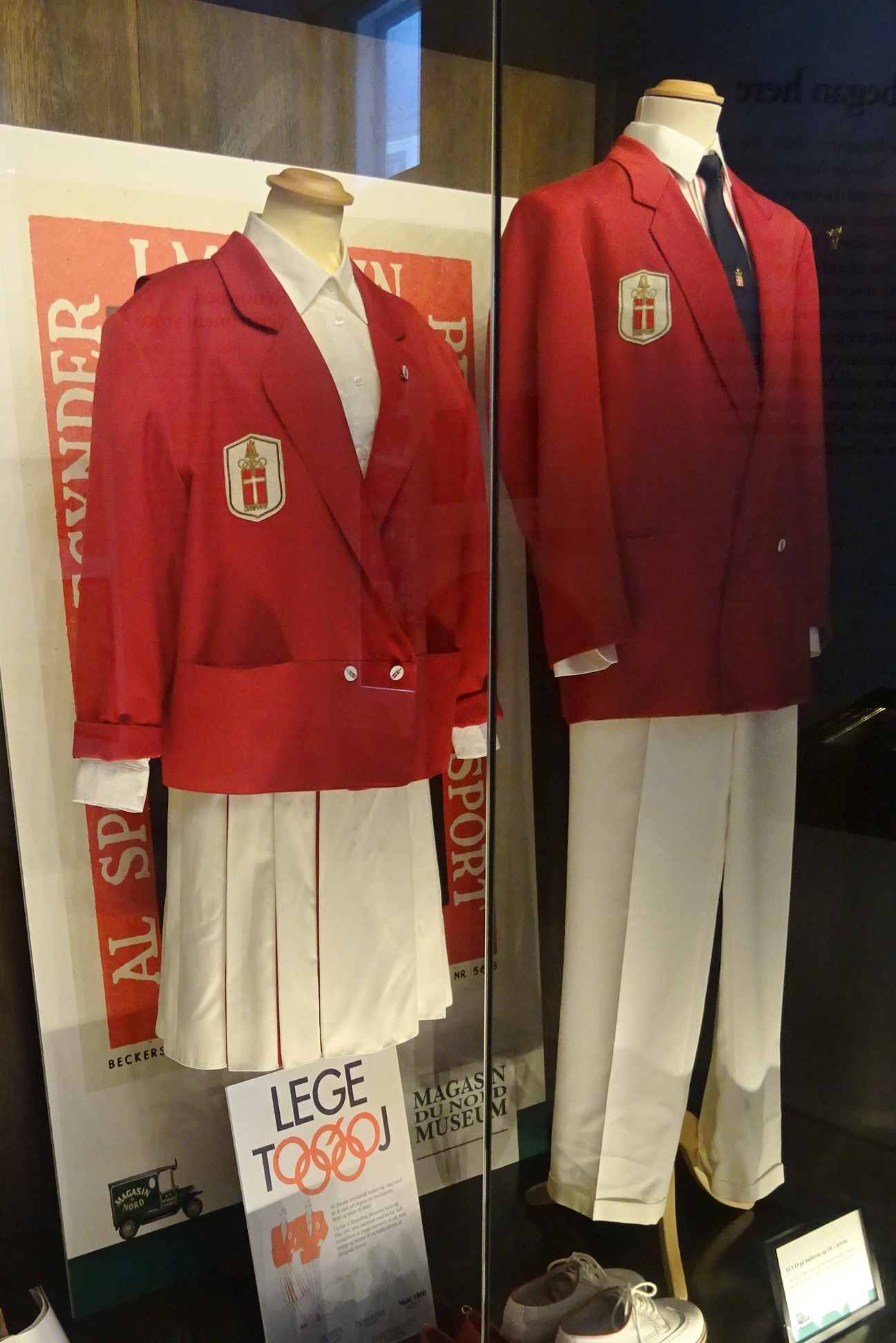
یونیفورم ملی‌پوشان دانمارک در بازی‌های المپیک تابستانی ۱۹۸۸

دانمارک در بازی‌های المپیک تابستانی ۱۹۸۸ که در شهر سئول برگزار شد، کاروان دانمارک با ۷۸ ورزشکار در این رقابت‌ها شرکت کرد و موفق به کسب ۴ مدال (۲ طلا، ۱ نقره، ۱ برنز) شد. در جدول رتبه‌بندی توزیع مدال‌ها، دانمارک در ردهٔ ۲۳ مسابقات قرار گرفت.